# ديفيد ك. إزرائيل
ديفيد ك. إزرائيل (بالإنجليزية: David K. Israel)‏ هو ملحن أمريكي، ولد في 1967 في فيلادلفيا في الولايات المتحدة.

## وصلات خارجية
- ديفيد ك. إزرائيل على موقع IMDb (الإنجليزية)